# Jay Greene
Jay Henry Greene (Nueva York, 17 de mayo de 1942-Houston, 8 de octubre de 2017) fue un ingeniero de la NASA. Entre el año 2000 a 2004 se desempeñó como Ingeniero en Jefe en el Centro Espacial Lyndon B. Johnson, siendo su tarea principal la de asesorar al Director del centro. Anteriormente fue controlador de vuelo, trabajando en la posición de Oficial de Dinámica de Vuelo (FIDO) durante el Programa Apolo y como Director de Vuelo (FLIGHT) desde 1982 a 1986, siendo Director de Vuelo durante el ascenso cuando sucedió el Siniestro del transbordador espacial Challenger. Además trabajó durante cuatro años como encargado del proyecto de la Estación Espacial Internacional. Recibió varios reconocimientos por su labor, incluyendo: la Medalla al Servicio Distinguido de la NASA, el Silver Snoopy de la NASA y la condecoración de Alumno Distinguido de la Asociación de Alumnos de la Universidad de Nueva York (NYUAA Distinguished Alumni Award) en 2016. Tras su retiro, en 2004, trabajó como consultante en el Exploration Systems Architecture Study.

## Primeros años
Greene creció en Brooklyn y se graduó en el Brooklyn Polytechnic en 1964 con un Bachelor of Science en Ingeniería eléctrica. Su primer trabajo fue en North American Aviation en Downey, California, pero no halló este trabajo particularmente satisfactorio. Menos de un año después, aceptó un trabajo en el Manned Spacecraft Center de la NASA (posteriormente llamado Centro Espacial Lyndon B. Johnson) en Houston, Texas.

## Programa Apolo
A pesar del hecho de tener un título en Ingeniería eléctrica, Greene fue asignado al área de dinámica de vuelo y se entrenó para ser un Oficial de Dinámica de Vuelo (FIDO) para el Programa Apolo. Sus responsabilidades en el Centro de Control de Misión (MCC) incluirían monitorizar la trayectoria de la nave Apolo, computar cambios en órbita y plotear correcciones de curso y ajustes.
Su primer turno como controlador de vuelo fue durante el lanzamiento de la nave no tripulada Apolo 6. El lanzamiento se transformó en memorable, ya que dos motores se apagaron en la segunda fase a menos de cinco minutos luego del despegue. Aunque la misión no fue abortada, fue un despegue dificultoso para el Oficial de Dinámica de Vuelo. La nave se desvió de su trayectoria original de tal forma que Greene estuvo casi obligado a abortar la misión.
En 1969, Greene fue elegido para trabajar durante el turno de descenso del Apolo 11 (el primer aterrizaje lunar). Esto fue una prestigiosa designación, que demostró la estima que sus superiores le tenían a Greene. El Director de Vuelo (FLIGHT) Gene Kranz, que también trabajó en el turno de descenso, describió a Greene como una elite dentro de los FIDOs (Oficiales de Dinámica de Vuelo), engreído y crujiente con sus órdenes.
Durante la crisis del Apolo 13, Greene jugó un rol menos preponderante. Al contrario de muchos otros controladores (más notablemente Gene Kranz), él no era optimista acerca de la posibilidad de supervivencia de los astronautas. Greene fue Oficial de Dinámica de Vuelo (FIDO) desde Apolo 6 hasta Apolo 17, excluyendo Apolo 9.

## Programa del transbordador espacial
Luego del fin del Programa Apolo, Greene trabajó durante dos años como Coordinador de Seguridad de Rango, planificando los procedimientos que deberían ponerse en práctica en caso de que ocurriera algún incidente con la trayectoria del transbordador espacial durante el lanzamiento. El luchó para mantener al transbordador libre de sistemas de destrucción por seguridad de rango, los cuales permitirían que fuera destruido remotamente desde la tierra. Sin embargo, su intento no fue exitoso y consideró que fue despedido de ese puesto como resultado de su postura sobre este tema.

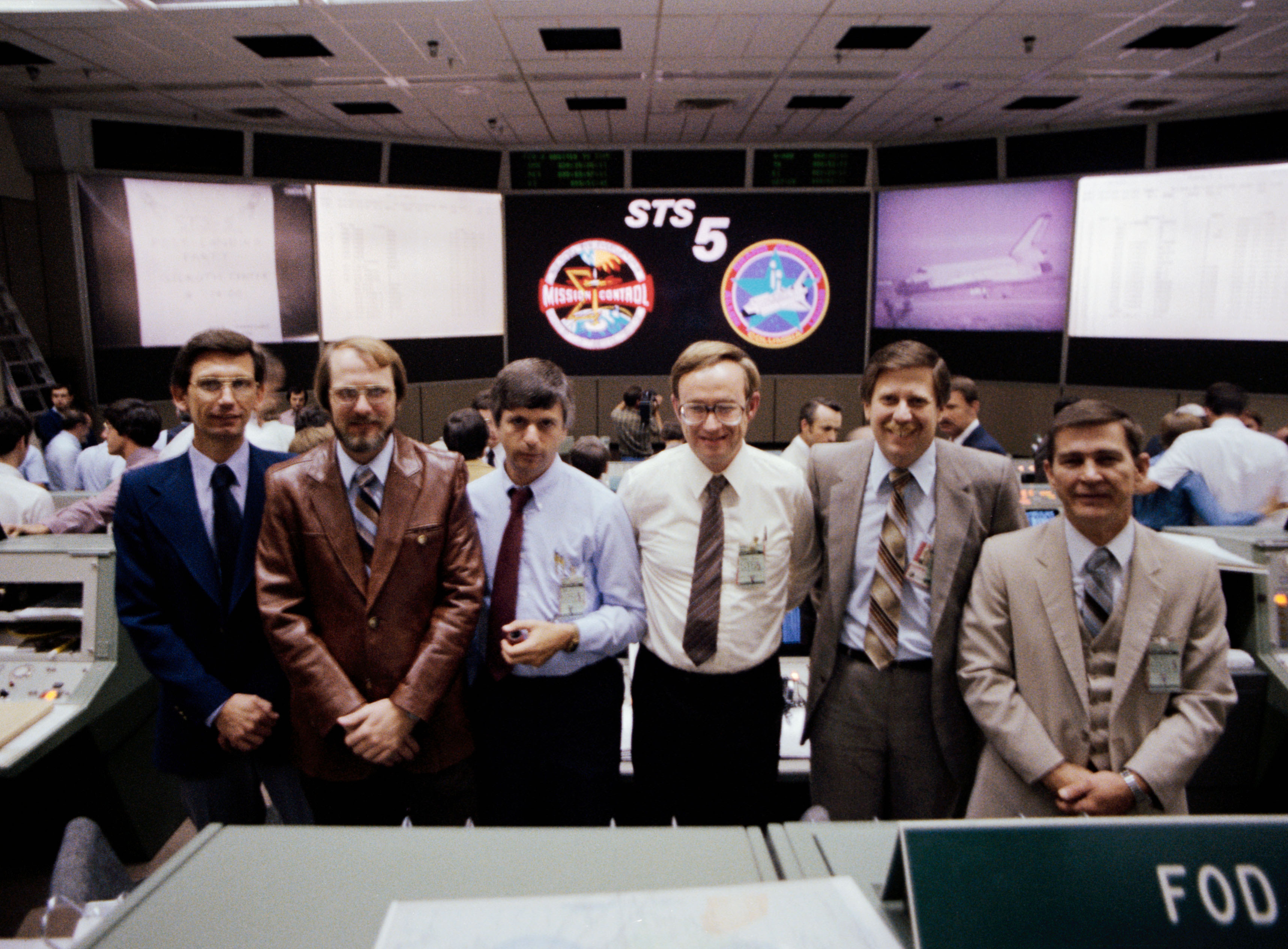
Jay Greene (tercero desde la izquierda) y Tommy Holloway (cuarto desde la izquierda) con un grupo de directores de vuelo luego de la exitosa finalización de la misión STS-5.

Greene continuó en la rama de Dinámica de Vuelo hasta 1982, desde 1976 a 1979 como cabeza de sección y desde 1980 a 1982 como Jefe de rama. Fue Oficial de Dinámica de Vuelo (FIDO) en el STS-1 y su última misión como FIDO fue en 1981 con el STS-2 (el segundo lanzamiento del transbordador espacial). Para ese momento, sus responsabilidades en la rama de Dinámica de Vuelo eran fundamentalmente gerenciales.
Ese año, a pedido de George Abbey (director de operaciones de vuelo del Centro Espacial Lyndon B. Johnson), comenzó el proceso de entrenamiento para transformarse en Director de Vuelo (FLIGHT). Trabajó en las misiones STS-3 y STS-4 como Director de Vuelo de respaldo, aprendiendo el trabajo mientras acompañaba y observaba trabajar al experiente Director de Vuelo Tommy Holloway. Su primera misión como Director de Vuelo bajo su propia responsabilidad fue en el STS-6, el cual fue lanzado el 6 de abril de 1983. As a flight director, Greene specialized in the ascent shift, considered to be one of the most demanding and dangerous phases of a mission. Trabajó luego en diez misiones más entre 1983 a 1986, incluyendo la STS-61-C, que fue notable por haber incluido al republicano Bill Nelson en su tripulación. Su décima y última misión como Director de Vuelo fue la STS-51-L.

## Siniestro del transbordador espacial Challenger
Greene no estaba originalmente asignado para trabajar en la misión STS-51-L, la cual tenía un lanzamiento estipulado apenas diez días después del aterrizaje de la misión STS-61-C. Debido a problemas con el personal, fue retirado de la misión STS-61-C y reasignado como director de vuelo en el ascenso para la misión STS-51-L. Como director de vuelo, Greene se vio involucrado en la discusión (aunque según su propio recuerdo no demasiado) acerca de las preocupaciones con las bajas temperaturas y el hielo en la mañana del lanzamiento. 

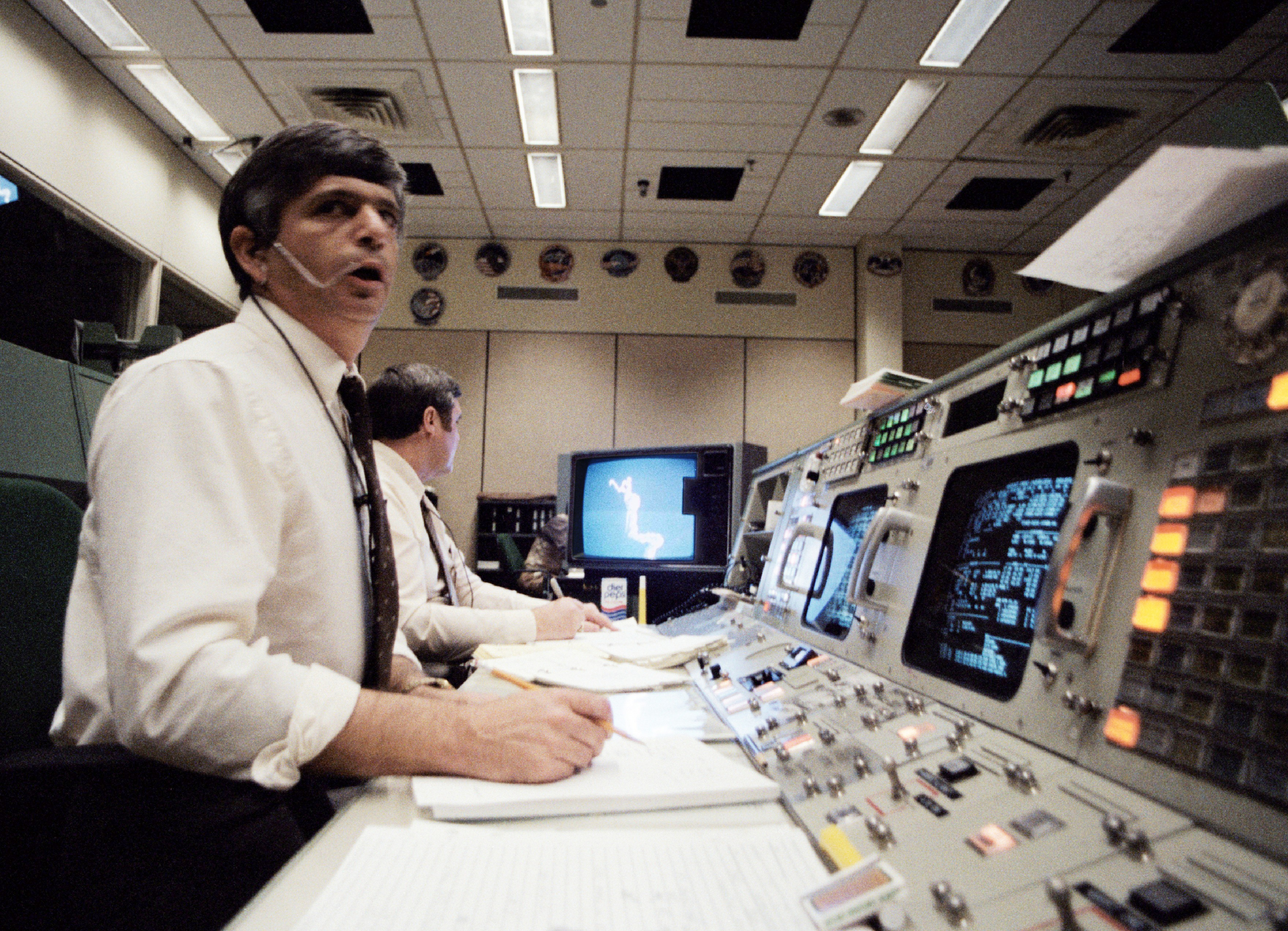
Greene en su consola de Director de Vuelo inmediatamente luego de la pérdida del Challenger

Estas preocupaciones habían sido trabajadas primariamente durante el turno precedente al suyo, y la conclusión había sido que el estado del tiempo no era una razón para cancelar el lanzamiento en lo concerniente al transbordador. Si bien tenía la autoridad para detener la cuenta regresiva, le dio el GO al director de lanzamiento en el Centro espacial John F. Kennedy.
En los minutos posteriores a la pérdida del Challenger, las responsabilidades de Greene como director de vuelo se centraron en asegurar que la información del accidente fuera correctamente guardada y preservada y que los reportes de incidentes fueran registrados.
La NASA adoptó una política de mínima relación con la prensa en los momentos inmediatos al accidente. Al día siguiente, el New York Times relata que ni Jay Greene, director de vuelo para el ascenso, asi como ninguna otra persona del Centro de Control, fueron puestas a disposición de la prensa por parte de la agencia espacial Greene apareció sin embargo en una conferencia posteriormente durante ese día, y respondió preguntas acerca del accidente. Él reportó que toda la información recibida por el Centro de Control de Misión hasta el momento de la desintegración del Challenger había sido normal, y no fue capaz en brindar mayores pistas acerca de la causa del accidente.

## Misiones

### Oficial de Dinámica de Vuelo (FIDO)

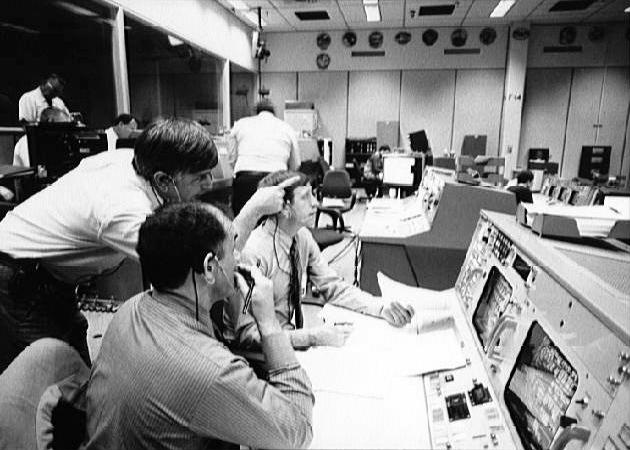
Centro de Control de Misión en Houston durante el lanzamiento del STS-51-L. Director de Vuelo Jay Greene (arriba a la izquierda), CAPCOM 2 Frederick Gregory (abajo a la izquierda y CAPCOM 1 Richard O. Covey.

- Apolo 6
- Apolo 7
- Apolo 8
- Apolo 10
- Apolo 11
- Apolo 12
- Apolo 13
- Apolo 14
- Apolo 15
- Apolo 16
- Apolo 17
- STS-1

### Director de Vuelo (FLIGHT)
- STS-3 (respaldo)
- STS-4 (respaldo)
- STS-6
- STS-7
- STS-8
- STS-9
- STS 41-C
- STS 41-G
- STS 51-A
- STS 51-I
- STS 61-C
- STS-51-L

## Cargos gerenciales
Luego del siniestro del Challenger, Greene decidió retirarse de su trabajo como director de vuelo. En octubre de 1987, luego de un breve período de trabajo en un grupo de estudio sobre exploración lunar, fue designado como jefe de la división de seguridad en la NASA. La división había sido creada luego del siniestro del Challenger por recomendación de la Comisión Rogers, la cual consideró su formación como clave en crear una nueva y más vigorosa "cultura de seguridad" en la NASA.
Sin embargo, Greene temía que demasiada introspección por parte de los ingenieros de la NASA podría derivar en una dañina pérdida de confianza.
En los siguientes años, entre otras posiciones, trabajó como administrador asociado para la exploración en las oficinas centrales de la NASA en Washington D. C. desde 1991 a 1993. En 1995 se transformó en gerente de la oficina de ingeniería del transbordador espacial, un trabajo técnicamente exigente que él realmente disfrutó. "Fue un increíblemente buen sentimiento", dijo posteriormente, "ser responsable de cuatro transbordadores. Ir al Cabo Cañaveral y visitarlos y sentir realmente la propiedad y la responsabilidad por ellos". Sin embargo, su oposición a la creación de la United Space Alliance fue controvertida y estuvo menos de dos años en el cargo.
Desde 1996 hasta 2000, Greene fue Gerente de desarrollo técnico para la Estación Espacial Internacional. Recibió el reconocimiento NASA Distinguished Service Medal. Finalmente, entre el 2000 y 2004, trabajó como Ingeniero en Jefe en el Centro Espacial Lyndon B. Johnson, donde su rol principal consistió en asesorar al Director del Centro.

## Reconocimientos y premios
- Sustained Superior Performance Award (1969)[16]
- NASA Exceptional Service Medal (1981, 1988)
- Performance Management Recognition Systems (1985-1988)
- Senior Executive Service Performance (1994, 1996-2000, 2003)
- NASA Distinguished Service Medal (1999)
- Premio Rotary Stellar (1999)
- Premio Silver Snoopy (1999)
- SES Rank Meritorious (2002)
- Premio al Alumno Distinguido de la Asociación de Alumnos de la Universidad de Nueva York (NYUAA Distinguished Alumni Award) (2016)

## Retiro
Luego de retirarse de la NASA en 2004, Greene trabajó como un consultor en el Exploration Systems Architecture Study, el cual tenía el objetivo de proveer un diseño para el retorno de Estados Unidos a la Luna y Marte

## En los medios
Greene fue entrevistado de forma extensiva para dos documentales de History Channel sobre el Centro de Control de Misión, Failure Is Not an Option y Beyond the Moon: Failure Is Not an Option 2. También tuvo participación en episodios del documental de la BBC NASA: Triumph and Tragedy.

## Fallecimiento
Greene falleció en la mañana del 8 de octubre de 2017 en su residencia de Houston, Texas. El servicio fúnebre privado fue realizado el 11 de octubre de 2017 en el Cementerio Beth Yeshurun de Allen Parkway en Houston, Texas.